# Mallada chailensis
Mallada chailensis là một loài côn trùng trong họ Chrysopidae thuộc bộ Neuroptera. Loài này được Ghosh miêu tả năm 1977.